# IC 4766
IC 4766 — галактика типу S0-a (спіральна галактика) у сузір'ї Павич.
Цей об'єкт міститься в оригінальній редакції індексного каталогу.